# Woopie
Woopie（ウーピー）は、ACCESSPORT株式会社が開発・運営する動画検索サイト。2007年8月8日にサービスを開始した。

## 概要
様々なジャンルにフォーカスしたユーザー参加型の検索サービス『Woopie』の中で、動画に特化した検索サービス。動画共有サイトや動画配信サイトを一括検索・再生でき、異なるサイトでもまとめて楽しむことが可能。
検索結果を視聴するだけでなく、チャンネルを作成したりコメントを投稿したりできることにより、ユーザーが受発信するという双方向の検索スタイルで、様々な情報の発信、交換、蓄積を活性化する新しい検索サービスの形を築いた。パソコンからだけでなくモバイルやiPhone、iPod touchからも無料で利用することができる。
フリーソフトのWoopie Video DeskTopでは、数種のデバイスに対応したファイル形式に変換することができる。動画のダウンロードや変換に対応したプレイヤー機能つきのWebブラウザ、Woopie Browserも登場した。
また、2009年6月に発表されたiPhone、iPod Touch用の動画ダウンロードアプリ、Video Downloader iWoopieはApp Storeに登録後、1日でApp Storeの「無料のトップアプリケーション」第1位を獲得した。

## 特徴

### 検索
YouTube、Veoh、Dailymotion、MySpace、 ニコニコ動画、パンドラTV、Tudou、 AmebaVision、MEGAVIDEOなどの動画共有サイト及び動画配信サイトの動画を一括検索できる。

### 視聴
WoopiePlayerを搭載したことにより、配信元に関係なく検索結果で表示される動画を再生可能。プレーヤーの利用は無料で、ダウンロードなど特別な設定変更も必要ない。
18歳未満の青少年に不適切な動画を非表示にするアダルトフィルタ機能がある。

### チャンネル
作成、公開、編集
ユーザーがテーマやストーリーに合わせて動画を集め、オリジナル番組(チャンネル)を作成・公開できる機能。検索結果から簡単に作成することができるため、既存動画を組み合わせて新たな作品を楽しむことができる。作成は無料で、会員登録は不要。
コメント、評価
視聴した他のユーザーがチャンネルを評価、コメントを投稿できる機能。視聴者からの評価を受けることにより、チャンネル作成者の制作意欲やチャンネルのクオリティの向上につながる。
連続再生
サイトが異なっても、一つのチャンネルにして動画を連続再生することが可能。
URL
チャンネルにはURLが割り当てられる。ブログ等に、従来はそれぞれ貼り付けなければならなかった異なるサイトの動画を、チャンネルのURLを貼り付けることによって一箇所で連続再生して楽しむことができる。

### Woopie Browser
YouTubeやVeohなど人気動画サイトの動画をダウンロードし、ファイル形式の変換もできるウェブブラウザ。利用は無料。
ページ内にあるすべての動画を一括でダウンロードする機能、ダウンロード時間を縮小する独自のマルチスレッドダウンロード機能、起動時に前回の続きからダウンロードを開始するレジューム機能などを搭載。
ブラウザに標準搭載されたプレーヤーでダウンロードした動画を再生することも可能。タブ切替型のタブブラウザ。

### Woopie Video DeskTop
YouTube、ニコニコ動画、AmebaVision、MySpaceなどのFlash形式で配信される動画をダウンロードし、携帯電話やiPod、PSPなどで再生するための動画に変換・保存できるデスクトップツール。利用は無料。
動画検索や視聴も可能で、キャプチャーした静止画をBMP形式で保存することもできる。

### Video Downloader iWoopie
iPhone、iPod touch専用のアプリケーションソフト。動画の検索や再生、ダウンロードに対応。対象サイトはYouTube、Dailymotion。
複数の動画をまとめてダウンロードできる他、ダウンロード中にも検索や視聴をすることができる。ダウンロードした動画はオフラインの環境でも視聴可能となっている。日本語での動画検索に対応。利用は無料。

### Woopie(iPhone/iPod touch)
iPhoneとiPod touch向けに最適化された動画検索サービス。主にミュージックビデオを中心とした動画を視聴できる。

### Woopie TV
Wiiのブラウザ機能「インターネットチャンネル」向けに最適化された動画検索サービス。Wiiリモコンを操作して、動画をテレビで視聴できる。パソコンでの利用も可能。

### Woopieモバイル
Woopie動画の携帯向けサービス。NTTドコモ、au、ソフトバンクモバイルの3キャリアに対応。検索・視聴可能対象は、各キャリアに対応されている動画形式に変換しダウンロードして視聴が可能。以前までは約30秒程しか再生できなかった動画が、分割することによって全部再生可能となった。
各携帯の容量にもよるが、ダウンロード数も再生回数も無制限でできる。動画のURLを送信できる機能もついているので、自分だけではなく共有して楽しむことが可能。パケット通信料のみ利用者負担で、個人情報の登録や月額料、利用料は不要。

## 沿革
- 2007年 8月 8日 - 動画共有サイト上にある動画を一括検索できるサービス「Woopie動画」α版リリース
- 2007年 9月20日 - Woopie動画で検索した動画を独自のプレーヤーで再生することができるサービス「Woopie Player」開始
- 2007年11月27日 - ユーザーがテーマに合った動画を集め、独自の動画番組を作成し公開できるサービス「Woopieチャンネル」開始
- 2007年11月27日 - 携帯向けサービス「Woopieモバイル」開始
- 2007年12月26日 - iPod touch向けサービス開始
- 2008年 1月31日 - iPod touchでチャンネル視聴可能に
- 2008年 2月 1日 - Woopie モバイルで30秒以上の動画も分割することにより再生可能に
- 2008年 2月26日 - 関連キーワード検索機能の追加
- 2008年 2月29日 - 動画を様々なファイル形式に変換し、簡単に保存することができるダウンロードソフト「Woopie Video Desk Top」配布開始
- 2008年 3月12日 - 様々な動画サイトの新着や人気動画をトップページに表示する機能、他のユーザーが視聴している動画をオンタイムに表示するオンエアー機能、アダルトキーワードリストに含まれる動画は表示されないようにすることができるアダルトフィルタ機能を増幅
- 2008年 3月26日 - Wii向けサービス「Woopie TV」開始
- 2008年 5月15日 - 動画検索サイトとしては初となるソーシャルユーザー機能「Woopieユーザー」開始
- 2008年 5月30日 - 検索ボックスなどのブログパーツ「Woopieガジェット」提供開始
- 2008年 10月8日 - 2008年度グッドデザイン賞を受賞。分類-デジタルメディア
- 2008年 11月17日 - livedoorにWoopieの動画検索エンジン技術を提供
- 2009年 2月25日 - BIGLOBEにWoopieの動画検索エンジン技術を提供
- 2009年 5月14日 - インフォシークにWoopieの動画検索エンジン技術を提供
- 2009年 5月15日 - 動画のダウンロードや変換、プレイヤー機能を備えたタブブラウザ「Woopie Browser」提供開始
- 2009年 6月3日 - iPhone/iPod touch用動画ダウンロードアプリケーション「Video Downloader iWoopie」提供開始
- 2009年 8月26日 - Yahoo! JAPANにWoopieの動画検索技術を提供
- 2009年 10月15日 - エキサイトにWoopieの動画検索エンジン技術を提供
- 2010年 1月21日 - ニフティにWoopieの動画検索エンジン技術を提供